# Rhipidocerus australasiae
Rhipidocerus australasiae är en skalbaggsart som beskrevs av John Obadiah Westwood 1842. Rhipidocerus australasiae ingår i släktet Rhipidocerus och familjen långhorningar. Inga underarter finns listade i Catalogue of Life.